# Siergiej Winogradski
Siergiej Nikołajewicz Winogradski, ros. Сергей Николаевич Виноградский (ur. 1 września 1856 w Kijowie, zm. 25 lutego 1953 we Francji) – mikrobiolog.
W latach 1891–1912 pracował w Instytucie Medycyny Doświadczalnej w Petersburgu, a po wyjeździe do Francji pracował w Instytucie Pasteura w Paryżu. Członek Akademii Nauk ZSRR (1923) i członek Towarzystwa Królewskiego w Londynie.
Prowadził badania nad obiegiem pierwiastków w przyrodzie i udziałem w nim bakterii. W 1889 wprowadził do mikrobiologii bakteryjne pożywki wybiórcze. Odkrył i opisał zdolność bakterii do przeprowadzania procesu chemosyntezy, wyodrębnił kulturę bakteryjną z rodzaju Clostridium wiążącą azot atmosferyczny (1893). W zakresie mikrobiologii gleby opracował nowe metody badawcze i rzucił światło na rolę Azotobacter.
Z czasem przeniósł się do Instytutu Pasteura w Paryżu, gdzie przez wiele lat kontynuował swoje badania.

## Dokonania naukowe
Winogradski dokonał wielu odkryć, które stały się podstawą dla rozwoju mikrobiologii gleby. Wykrył i opisał chemoautotrofię u bakterii nitryfikacyjnych, siarkowych i żelazowych, badał proces fotosyntezy u bakterii, wiązanie azotu cząsteczkowego i scharakteryzował rozkład niektórych wielocząsteczkowych związków organicznych w glebie, w tym błonnika.